# Lygodactylus expectatus
Lygodactylus expectatus är en ödleart som beskrevs av  Pasteur och BLANC 1967. Lygodactylus expectatus ingår i släktet Lygodactylus och familjen geckoödlor. IUCN kategoriserar arten globalt som nära hotad. Inga underarter finns listade i Catalogue of Life.